# Матч за звание чемпиона мира по шахматам 1937

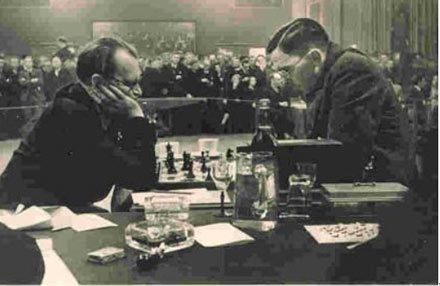
Алехин (слева) и Эйве в 1937 году

Матч-реванш на первенство мира по шахматам между чемпионом мира 36-летним Максом Эйве (1901—1981) и экс-чемпионом, потерявшим звание за два года до этого матча 44-летним Александром Алехиным (1892—1946), проходил с 5 октября по 7 декабря 1937 года в различных городах Нидерландов.
Регламент матча: 30 партий на большинство, при счёте 15:15 Эйве сохраняет звание чемпиона.
За 2 года до матча Алёхин уступил Эйве — в том матче из 30 партий Эйве выиграл 9, 13 — кончились вничью, 8 взял Алехин.
После пятой партии Эйве ещё был впереди (+2-1=2), но из следующих пяти партий Алехин выиграл четыре. Эйве смог поддерживать интригу в матче вплоть до 20-й партии, после которой Алехин вёл (+6-4=10), после этого у Эйве последовал очередной провал, он проиграл 4 из 5 следующих партий, а с ними и матч.
Алехин одержал победу со счётом 15½-9½ (+10-4=11) и стал первым чемпионом, которому удалось вернуть звание в матче-реванше. Это был последний матч Алехина на первенство мира.
Интересно, что матч был продолжен (согласно условиям) после 25-й партии, и в оставшихся пяти партиях Эйве набрал 3 очка, но эти партии и очки не вошли в официальный итог матча (М. Эйве «Два матча с Алехиным»).

## Таблица матча
| № | Участники        | 1 | 2 | 3 | 4 | 5 | 6 | 7 | 8 | 9 | 10 | 11 | 12 | 13 | 14 | 15 | 16 | 17 | 18 | 19 | 20 | 21 | 22 | 23 | 24 | 25 | Очки |
| - | ---------------- | - | - | - | - | - | - | - | - | - | -- | -- | -- | -- | -- | -- | -- | -- | -- | -- | -- | -- | -- | -- | -- | -- | ---- |
| 1 | Александр Алехин | 0 | 1 | ½ | ½ | 0 | 1 | 1 | 1 | ½ | 1  | ½  | ½  | 0  | 1  | ½  | ½  | 0  | ½  | ½  | ½  | 1  | 1  | ½  | 1  | 1  | 15½  |
| 2 | Макс Эйве        | 1 | 0 | ½ | ½ | 1 | 0 | 0 | 0 | ½ | 0  | ½  | ½  | 1  | 0  | ½  | ½  | 1  | ½  | ½  | ½  | 0  | 0  | ½  | 0  | 0  | 9½   |

## Примечательные партии

### Алехин — Эйве
|   | a | b | c | d | e | f | g | h |   |
| - | --- | --- | --- | --- | --- | --- | --- | --- | - |
| 8 | a8 чёрная ладья · b8 чёрный конь · c8 чёрный слон · d8 чёрный ферзь · e8 чёрный король · f8 чёрный слон · g8 чёрный конь · h8 чёрная ладья · a7 чёрная пешка · b7 чёрная пешка · f7 чёрная пешка · g7 чёрная пешка · h7 чёрная пешка · c6 чёрная пешка · c4 белый слон · d4 чёрная пешка · e4 белая пешка · c3 белый конь · a2 белая пешка · b2 белая пешка · f2 белая пешка · g2 белая пешка · h2 белая пешка · a1 белая ладья · c1 белый слон · d1 белый ферзь · e1 белый король · g1 белый конь · h1 белая ладья | a8 чёрная ладья · b8 чёрный конь · c8 чёрный слон · d8 чёрный ферзь · e8 чёрный король · f8 чёрный слон · g8 чёрный конь · h8 чёрная ладья · a7 чёрная пешка · b7 чёрная пешка · f7 чёрная пешка · g7 чёрная пешка · h7 чёрная пешка · c6 чёрная пешка · c4 белый слон · d4 чёрная пешка · e4 белая пешка · c3 белый конь · a2 белая пешка · b2 белая пешка · f2 белая пешка · g2 белая пешка · h2 белая пешка · a1 белая ладья · c1 белый слон · d1 белый ферзь · e1 белый король · g1 белый конь · h1 белая ладья | a8 чёрная ладья · b8 чёрный конь · c8 чёрный слон · d8 чёрный ферзь · e8 чёрный король · f8 чёрный слон · g8 чёрный конь · h8 чёрная ладья · a7 чёрная пешка · b7 чёрная пешка · f7 чёрная пешка · g7 чёрная пешка · h7 чёрная пешка · c6 чёрная пешка · c4 белый слон · d4 чёрная пешка · e4 белая пешка · c3 белый конь · a2 белая пешка · b2 белая пешка · f2 белая пешка · g2 белая пешка · h2 белая пешка · a1 белая ладья · c1 белый слон · d1 белый ферзь · e1 белый король · g1 белый конь · h1 белая ладья | a8 чёрная ладья · b8 чёрный конь · c8 чёрный слон · d8 чёрный ферзь · e8 чёрный король · f8 чёрный слон · g8 чёрный конь · h8 чёрная ладья · a7 чёрная пешка · b7 чёрная пешка · f7 чёрная пешка · g7 чёрная пешка · h7 чёрная пешка · c6 чёрная пешка · c4 белый слон · d4 чёрная пешка · e4 белая пешка · c3 белый конь · a2 белая пешка · b2 белая пешка · f2 белая пешка · g2 белая пешка · h2 белая пешка · a1 белая ладья · c1 белый слон · d1 белый ферзь · e1 белый король · g1 белый конь · h1 белая ладья | a8 чёрная ладья · b8 чёрный конь · c8 чёрный слон · d8 чёрный ферзь · e8 чёрный король · f8 чёрный слон · g8 чёрный конь · h8 чёрная ладья · a7 чёрная пешка · b7 чёрная пешка · f7 чёрная пешка · g7 чёрная пешка · h7 чёрная пешка · c6 чёрная пешка · c4 белый слон · d4 чёрная пешка · e4 белая пешка · c3 белый конь · a2 белая пешка · b2 белая пешка · f2 белая пешка · g2 белая пешка · h2 белая пешка · a1 белая ладья · c1 белый слон · d1 белый ферзь · e1 белый король · g1 белый конь · h1 белая ладья | a8 чёрная ладья · b8 чёрный конь · c8 чёрный слон · d8 чёрный ферзь · e8 чёрный король · f8 чёрный слон · g8 чёрный конь · h8 чёрная ладья · a7 чёрная пешка · b7 чёрная пешка · f7 чёрная пешка · g7 чёрная пешка · h7 чёрная пешка · c6 чёрная пешка · c4 белый слон · d4 чёрная пешка · e4 белая пешка · c3 белый конь · a2 белая пешка · b2 белая пешка · f2 белая пешка · g2 белая пешка · h2 белая пешка · a1 белая ладья · c1 белый слон · d1 белый ферзь · e1 белый король · g1 белый конь · h1 белая ладья | a8 чёрная ладья · b8 чёрный конь · c8 чёрный слон · d8 чёрный ферзь · e8 чёрный король · f8 чёрный слон · g8 чёрный конь · h8 чёрная ладья · a7 чёрная пешка · b7 чёрная пешка · f7 чёрная пешка · g7 чёрная пешка · h7 чёрная пешка · c6 чёрная пешка · c4 белый слон · d4 чёрная пешка · e4 белая пешка · c3 белый конь · a2 белая пешка · b2 белая пешка · f2 белая пешка · g2 белая пешка · h2 белая пешка · a1 белая ладья · c1 белый слон · d1 белый ферзь · e1 белый король · g1 белый конь · h1 белая ладья | a8 чёрная ладья · b8 чёрный конь · c8 чёрный слон · d8 чёрный ферзь · e8 чёрный король · f8 чёрный слон · g8 чёрный конь · h8 чёрная ладья · a7 чёрная пешка · b7 чёрная пешка · f7 чёрная пешка · g7 чёрная пешка · h7 чёрная пешка · c6 чёрная пешка · c4 белый слон · d4 чёрная пешка · e4 белая пешка · c3 белый конь · a2 белая пешка · b2 белая пешка · f2 белая пешка · g2 белая пешка · h2 белая пешка · a1 белая ладья · c1 белый слон · d1 белый ферзь · e1 белый король · g1 белый конь · h1 белая ладья | 8 |
| 7 | a8 чёрная ладья · b8 чёрный конь · c8 чёрный слон · d8 чёрный ферзь · e8 чёрный король · f8 чёрный слон · g8 чёрный конь · h8 чёрная ладья · a7 чёрная пешка · b7 чёрная пешка · f7 чёрная пешка · g7 чёрная пешка · h7 чёрная пешка · c6 чёрная пешка · c4 белый слон · d4 чёрная пешка · e4 белая пешка · c3 белый конь · a2 белая пешка · b2 белая пешка · f2 белая пешка · g2 белая пешка · h2 белая пешка · a1 белая ладья · c1 белый слон · d1 белый ферзь · e1 белый король · g1 белый конь · h1 белая ладья | a8 чёрная ладья · b8 чёрный конь · c8 чёрный слон · d8 чёрный ферзь · e8 чёрный король · f8 чёрный слон · g8 чёрный конь · h8 чёрная ладья · a7 чёрная пешка · b7 чёрная пешка · f7 чёрная пешка · g7 чёрная пешка · h7 чёрная пешка · c6 чёрная пешка · c4 белый слон · d4 чёрная пешка · e4 белая пешка · c3 белый конь · a2 белая пешка · b2 белая пешка · f2 белая пешка · g2 белая пешка · h2 белая пешка · a1 белая ладья · c1 белый слон · d1 белый ферзь · e1 белый король · g1 белый конь · h1 белая ладья | a8 чёрная ладья · b8 чёрный конь · c8 чёрный слон · d8 чёрный ферзь · e8 чёрный король · f8 чёрный слон · g8 чёрный конь · h8 чёрная ладья · a7 чёрная пешка · b7 чёрная пешка · f7 чёрная пешка · g7 чёрная пешка · h7 чёрная пешка · c6 чёрная пешка · c4 белый слон · d4 чёрная пешка · e4 белая пешка · c3 белый конь · a2 белая пешка · b2 белая пешка · f2 белая пешка · g2 белая пешка · h2 белая пешка · a1 белая ладья · c1 белый слон · d1 белый ферзь · e1 белый король · g1 белый конь · h1 белая ладья | a8 чёрная ладья · b8 чёрный конь · c8 чёрный слон · d8 чёрный ферзь · e8 чёрный король · f8 чёрный слон · g8 чёрный конь · h8 чёрная ладья · a7 чёрная пешка · b7 чёрная пешка · f7 чёрная пешка · g7 чёрная пешка · h7 чёрная пешка · c6 чёрная пешка · c4 белый слон · d4 чёрная пешка · e4 белая пешка · c3 белый конь · a2 белая пешка · b2 белая пешка · f2 белая пешка · g2 белая пешка · h2 белая пешка · a1 белая ладья · c1 белый слон · d1 белый ферзь · e1 белый король · g1 белый конь · h1 белая ладья | a8 чёрная ладья · b8 чёрный конь · c8 чёрный слон · d8 чёрный ферзь · e8 чёрный король · f8 чёрный слон · g8 чёрный конь · h8 чёрная ладья · a7 чёрная пешка · b7 чёрная пешка · f7 чёрная пешка · g7 чёрная пешка · h7 чёрная пешка · c6 чёрная пешка · c4 белый слон · d4 чёрная пешка · e4 белая пешка · c3 белый конь · a2 белая пешка · b2 белая пешка · f2 белая пешка · g2 белая пешка · h2 белая пешка · a1 белая ладья · c1 белый слон · d1 белый ферзь · e1 белый король · g1 белый конь · h1 белая ладья | a8 чёрная ладья · b8 чёрный конь · c8 чёрный слон · d8 чёрный ферзь · e8 чёрный король · f8 чёрный слон · g8 чёрный конь · h8 чёрная ладья · a7 чёрная пешка · b7 чёрная пешка · f7 чёрная пешка · g7 чёрная пешка · h7 чёрная пешка · c6 чёрная пешка · c4 белый слон · d4 чёрная пешка · e4 белая пешка · c3 белый конь · a2 белая пешка · b2 белая пешка · f2 белая пешка · g2 белая пешка · h2 белая пешка · a1 белая ладья · c1 белый слон · d1 белый ферзь · e1 белый король · g1 белый конь · h1 белая ладья | a8 чёрная ладья · b8 чёрный конь · c8 чёрный слон · d8 чёрный ферзь · e8 чёрный король · f8 чёрный слон · g8 чёрный конь · h8 чёрная ладья · a7 чёрная пешка · b7 чёрная пешка · f7 чёрная пешка · g7 чёрная пешка · h7 чёрная пешка · c6 чёрная пешка · c4 белый слон · d4 чёрная пешка · e4 белая пешка · c3 белый конь · a2 белая пешка · b2 белая пешка · f2 белая пешка · g2 белая пешка · h2 белая пешка · a1 белая ладья · c1 белый слон · d1 белый ферзь · e1 белый король · g1 белый конь · h1 белая ладья | a8 чёрная ладья · b8 чёрный конь · c8 чёрный слон · d8 чёрный ферзь · e8 чёрный король · f8 чёрный слон · g8 чёрный конь · h8 чёрная ладья · a7 чёрная пешка · b7 чёрная пешка · f7 чёрная пешка · g7 чёрная пешка · h7 чёрная пешка · c6 чёрная пешка · c4 белый слон · d4 чёрная пешка · e4 белая пешка · c3 белый конь · a2 белая пешка · b2 белая пешка · f2 белая пешка · g2 белая пешка · h2 белая пешка · a1 белая ладья · c1 белый слон · d1 белый ферзь · e1 белый король · g1 белый конь · h1 белая ладья | 7 |
| 6 | a8 чёрная ладья · b8 чёрный конь · c8 чёрный слон · d8 чёрный ферзь · e8 чёрный король · f8 чёрный слон · g8 чёрный конь · h8 чёрная ладья · a7 чёрная пешка · b7 чёрная пешка · f7 чёрная пешка · g7 чёрная пешка · h7 чёрная пешка · c6 чёрная пешка · c4 белый слон · d4 чёрная пешка · e4 белая пешка · c3 белый конь · a2 белая пешка · b2 белая пешка · f2 белая пешка · g2 белая пешка · h2 белая пешка · a1 белая ладья · c1 белый слон · d1 белый ферзь · e1 белый король · g1 белый конь · h1 белая ладья | a8 чёрная ладья · b8 чёрный конь · c8 чёрный слон · d8 чёрный ферзь · e8 чёрный король · f8 чёрный слон · g8 чёрный конь · h8 чёрная ладья · a7 чёрная пешка · b7 чёрная пешка · f7 чёрная пешка · g7 чёрная пешка · h7 чёрная пешка · c6 чёрная пешка · c4 белый слон · d4 чёрная пешка · e4 белая пешка · c3 белый конь · a2 белая пешка · b2 белая пешка · f2 белая пешка · g2 белая пешка · h2 белая пешка · a1 белая ладья · c1 белый слон · d1 белый ферзь · e1 белый король · g1 белый конь · h1 белая ладья | a8 чёрная ладья · b8 чёрный конь · c8 чёрный слон · d8 чёрный ферзь · e8 чёрный король · f8 чёрный слон · g8 чёрный конь · h8 чёрная ладья · a7 чёрная пешка · b7 чёрная пешка · f7 чёрная пешка · g7 чёрная пешка · h7 чёрная пешка · c6 чёрная пешка · c4 белый слон · d4 чёрная пешка · e4 белая пешка · c3 белый конь · a2 белая пешка · b2 белая пешка · f2 белая пешка · g2 белая пешка · h2 белая пешка · a1 белая ладья · c1 белый слон · d1 белый ферзь · e1 белый король · g1 белый конь · h1 белая ладья | a8 чёрная ладья · b8 чёрный конь · c8 чёрный слон · d8 чёрный ферзь · e8 чёрный король · f8 чёрный слон · g8 чёрный конь · h8 чёрная ладья · a7 чёрная пешка · b7 чёрная пешка · f7 чёрная пешка · g7 чёрная пешка · h7 чёрная пешка · c6 чёрная пешка · c4 белый слон · d4 чёрная пешка · e4 белая пешка · c3 белый конь · a2 белая пешка · b2 белая пешка · f2 белая пешка · g2 белая пешка · h2 белая пешка · a1 белая ладья · c1 белый слон · d1 белый ферзь · e1 белый король · g1 белый конь · h1 белая ладья | a8 чёрная ладья · b8 чёрный конь · c8 чёрный слон · d8 чёрный ферзь · e8 чёрный король · f8 чёрный слон · g8 чёрный конь · h8 чёрная ладья · a7 чёрная пешка · b7 чёрная пешка · f7 чёрная пешка · g7 чёрная пешка · h7 чёрная пешка · c6 чёрная пешка · c4 белый слон · d4 чёрная пешка · e4 белая пешка · c3 белый конь · a2 белая пешка · b2 белая пешка · f2 белая пешка · g2 белая пешка · h2 белая пешка · a1 белая ладья · c1 белый слон · d1 белый ферзь · e1 белый король · g1 белый конь · h1 белая ладья | a8 чёрная ладья · b8 чёрный конь · c8 чёрный слон · d8 чёрный ферзь · e8 чёрный король · f8 чёрный слон · g8 чёрный конь · h8 чёрная ладья · a7 чёрная пешка · b7 чёрная пешка · f7 чёрная пешка · g7 чёрная пешка · h7 чёрная пешка · c6 чёрная пешка · c4 белый слон · d4 чёрная пешка · e4 белая пешка · c3 белый конь · a2 белая пешка · b2 белая пешка · f2 белая пешка · g2 белая пешка · h2 белая пешка · a1 белая ладья · c1 белый слон · d1 белый ферзь · e1 белый король · g1 белый конь · h1 белая ладья | a8 чёрная ладья · b8 чёрный конь · c8 чёрный слон · d8 чёрный ферзь · e8 чёрный король · f8 чёрный слон · g8 чёрный конь · h8 чёрная ладья · a7 чёрная пешка · b7 чёрная пешка · f7 чёрная пешка · g7 чёрная пешка · h7 чёрная пешка · c6 чёрная пешка · c4 белый слон · d4 чёрная пешка · e4 белая пешка · c3 белый конь · a2 белая пешка · b2 белая пешка · f2 белая пешка · g2 белая пешка · h2 белая пешка · a1 белая ладья · c1 белый слон · d1 белый ферзь · e1 белый король · g1 белый конь · h1 белая ладья | a8 чёрная ладья · b8 чёрный конь · c8 чёрный слон · d8 чёрный ферзь · e8 чёрный король · f8 чёрный слон · g8 чёрный конь · h8 чёрная ладья · a7 чёрная пешка · b7 чёрная пешка · f7 чёрная пешка · g7 чёрная пешка · h7 чёрная пешка · c6 чёрная пешка · c4 белый слон · d4 чёрная пешка · e4 белая пешка · c3 белый конь · a2 белая пешка · b2 белая пешка · f2 белая пешка · g2 белая пешка · h2 белая пешка · a1 белая ладья · c1 белый слон · d1 белый ферзь · e1 белый король · g1 белый конь · h1 белая ладья | 6 |
| 5 | a8 чёрная ладья · b8 чёрный конь · c8 чёрный слон · d8 чёрный ферзь · e8 чёрный король · f8 чёрный слон · g8 чёрный конь · h8 чёрная ладья · a7 чёрная пешка · b7 чёрная пешка · f7 чёрная пешка · g7 чёрная пешка · h7 чёрная пешка · c6 чёрная пешка · c4 белый слон · d4 чёрная пешка · e4 белая пешка · c3 белый конь · a2 белая пешка · b2 белая пешка · f2 белая пешка · g2 белая пешка · h2 белая пешка · a1 белая ладья · c1 белый слон · d1 белый ферзь · e1 белый король · g1 белый конь · h1 белая ладья | a8 чёрная ладья · b8 чёрный конь · c8 чёрный слон · d8 чёрный ферзь · e8 чёрный король · f8 чёрный слон · g8 чёрный конь · h8 чёрная ладья · a7 чёрная пешка · b7 чёрная пешка · f7 чёрная пешка · g7 чёрная пешка · h7 чёрная пешка · c6 чёрная пешка · c4 белый слон · d4 чёрная пешка · e4 белая пешка · c3 белый конь · a2 белая пешка · b2 белая пешка · f2 белая пешка · g2 белая пешка · h2 белая пешка · a1 белая ладья · c1 белый слон · d1 белый ферзь · e1 белый король · g1 белый конь · h1 белая ладья | a8 чёрная ладья · b8 чёрный конь · c8 чёрный слон · d8 чёрный ферзь · e8 чёрный король · f8 чёрный слон · g8 чёрный конь · h8 чёрная ладья · a7 чёрная пешка · b7 чёрная пешка · f7 чёрная пешка · g7 чёрная пешка · h7 чёрная пешка · c6 чёрная пешка · c4 белый слон · d4 чёрная пешка · e4 белая пешка · c3 белый конь · a2 белая пешка · b2 белая пешка · f2 белая пешка · g2 белая пешка · h2 белая пешка · a1 белая ладья · c1 белый слон · d1 белый ферзь · e1 белый король · g1 белый конь · h1 белая ладья | a8 чёрная ладья · b8 чёрный конь · c8 чёрный слон · d8 чёрный ферзь · e8 чёрный король · f8 чёрный слон · g8 чёрный конь · h8 чёрная ладья · a7 чёрная пешка · b7 чёрная пешка · f7 чёрная пешка · g7 чёрная пешка · h7 чёрная пешка · c6 чёрная пешка · c4 белый слон · d4 чёрная пешка · e4 белая пешка · c3 белый конь · a2 белая пешка · b2 белая пешка · f2 белая пешка · g2 белая пешка · h2 белая пешка · a1 белая ладья · c1 белый слон · d1 белый ферзь · e1 белый король · g1 белый конь · h1 белая ладья | a8 чёрная ладья · b8 чёрный конь · c8 чёрный слон · d8 чёрный ферзь · e8 чёрный король · f8 чёрный слон · g8 чёрный конь · h8 чёрная ладья · a7 чёрная пешка · b7 чёрная пешка · f7 чёрная пешка · g7 чёрная пешка · h7 чёрная пешка · c6 чёрная пешка · c4 белый слон · d4 чёрная пешка · e4 белая пешка · c3 белый конь · a2 белая пешка · b2 белая пешка · f2 белая пешка · g2 белая пешка · h2 белая пешка · a1 белая ладья · c1 белый слон · d1 белый ферзь · e1 белый король · g1 белый конь · h1 белая ладья | a8 чёрная ладья · b8 чёрный конь · c8 чёрный слон · d8 чёрный ферзь · e8 чёрный король · f8 чёрный слон · g8 чёрный конь · h8 чёрная ладья · a7 чёрная пешка · b7 чёрная пешка · f7 чёрная пешка · g7 чёрная пешка · h7 чёрная пешка · c6 чёрная пешка · c4 белый слон · d4 чёрная пешка · e4 белая пешка · c3 белый конь · a2 белая пешка · b2 белая пешка · f2 белая пешка · g2 белая пешка · h2 белая пешка · a1 белая ладья · c1 белый слон · d1 белый ферзь · e1 белый король · g1 белый конь · h1 белая ладья | a8 чёрная ладья · b8 чёрный конь · c8 чёрный слон · d8 чёрный ферзь · e8 чёрный король · f8 чёрный слон · g8 чёрный конь · h8 чёрная ладья · a7 чёрная пешка · b7 чёрная пешка · f7 чёрная пешка · g7 чёрная пешка · h7 чёрная пешка · c6 чёрная пешка · c4 белый слон · d4 чёрная пешка · e4 белая пешка · c3 белый конь · a2 белая пешка · b2 белая пешка · f2 белая пешка · g2 белая пешка · h2 белая пешка · a1 белая ладья · c1 белый слон · d1 белый ферзь · e1 белый король · g1 белый конь · h1 белая ладья | a8 чёрная ладья · b8 чёрный конь · c8 чёрный слон · d8 чёрный ферзь · e8 чёрный король · f8 чёрный слон · g8 чёрный конь · h8 чёрная ладья · a7 чёрная пешка · b7 чёрная пешка · f7 чёрная пешка · g7 чёрная пешка · h7 чёрная пешка · c6 чёрная пешка · c4 белый слон · d4 чёрная пешка · e4 белая пешка · c3 белый конь · a2 белая пешка · b2 белая пешка · f2 белая пешка · g2 белая пешка · h2 белая пешка · a1 белая ладья · c1 белый слон · d1 белый ферзь · e1 белый король · g1 белый конь · h1 белая ладья | 5 |
| 4 | a8 чёрная ладья · b8 чёрный конь · c8 чёрный слон · d8 чёрный ферзь · e8 чёрный король · f8 чёрный слон · g8 чёрный конь · h8 чёрная ладья · a7 чёрная пешка · b7 чёрная пешка · f7 чёрная пешка · g7 чёрная пешка · h7 чёрная пешка · c6 чёрная пешка · c4 белый слон · d4 чёрная пешка · e4 белая пешка · c3 белый конь · a2 белая пешка · b2 белая пешка · f2 белая пешка · g2 белая пешка · h2 белая пешка · a1 белая ладья · c1 белый слон · d1 белый ферзь · e1 белый король · g1 белый конь · h1 белая ладья | a8 чёрная ладья · b8 чёрный конь · c8 чёрный слон · d8 чёрный ферзь · e8 чёрный король · f8 чёрный слон · g8 чёрный конь · h8 чёрная ладья · a7 чёрная пешка · b7 чёрная пешка · f7 чёрная пешка · g7 чёрная пешка · h7 чёрная пешка · c6 чёрная пешка · c4 белый слон · d4 чёрная пешка · e4 белая пешка · c3 белый конь · a2 белая пешка · b2 белая пешка · f2 белая пешка · g2 белая пешка · h2 белая пешка · a1 белая ладья · c1 белый слон · d1 белый ферзь · e1 белый король · g1 белый конь · h1 белая ладья | a8 чёрная ладья · b8 чёрный конь · c8 чёрный слон · d8 чёрный ферзь · e8 чёрный король · f8 чёрный слон · g8 чёрный конь · h8 чёрная ладья · a7 чёрная пешка · b7 чёрная пешка · f7 чёрная пешка · g7 чёрная пешка · h7 чёрная пешка · c6 чёрная пешка · c4 белый слон · d4 чёрная пешка · e4 белая пешка · c3 белый конь · a2 белая пешка · b2 белая пешка · f2 белая пешка · g2 белая пешка · h2 белая пешка · a1 белая ладья · c1 белый слон · d1 белый ферзь · e1 белый король · g1 белый конь · h1 белая ладья | a8 чёрная ладья · b8 чёрный конь · c8 чёрный слон · d8 чёрный ферзь · e8 чёрный король · f8 чёрный слон · g8 чёрный конь · h8 чёрная ладья · a7 чёрная пешка · b7 чёрная пешка · f7 чёрная пешка · g7 чёрная пешка · h7 чёрная пешка · c6 чёрная пешка · c4 белый слон · d4 чёрная пешка · e4 белая пешка · c3 белый конь · a2 белая пешка · b2 белая пешка · f2 белая пешка · g2 белая пешка · h2 белая пешка · a1 белая ладья · c1 белый слон · d1 белый ферзь · e1 белый король · g1 белый конь · h1 белая ладья | a8 чёрная ладья · b8 чёрный конь · c8 чёрный слон · d8 чёрный ферзь · e8 чёрный король · f8 чёрный слон · g8 чёрный конь · h8 чёрная ладья · a7 чёрная пешка · b7 чёрная пешка · f7 чёрная пешка · g7 чёрная пешка · h7 чёрная пешка · c6 чёрная пешка · c4 белый слон · d4 чёрная пешка · e4 белая пешка · c3 белый конь · a2 белая пешка · b2 белая пешка · f2 белая пешка · g2 белая пешка · h2 белая пешка · a1 белая ладья · c1 белый слон · d1 белый ферзь · e1 белый король · g1 белый конь · h1 белая ладья | a8 чёрная ладья · b8 чёрный конь · c8 чёрный слон · d8 чёрный ферзь · e8 чёрный король · f8 чёрный слон · g8 чёрный конь · h8 чёрная ладья · a7 чёрная пешка · b7 чёрная пешка · f7 чёрная пешка · g7 чёрная пешка · h7 чёрная пешка · c6 чёрная пешка · c4 белый слон · d4 чёрная пешка · e4 белая пешка · c3 белый конь · a2 белая пешка · b2 белая пешка · f2 белая пешка · g2 белая пешка · h2 белая пешка · a1 белая ладья · c1 белый слон · d1 белый ферзь · e1 белый король · g1 белый конь · h1 белая ладья | a8 чёрная ладья · b8 чёрный конь · c8 чёрный слон · d8 чёрный ферзь · e8 чёрный король · f8 чёрный слон · g8 чёрный конь · h8 чёрная ладья · a7 чёрная пешка · b7 чёрная пешка · f7 чёрная пешка · g7 чёрная пешка · h7 чёрная пешка · c6 чёрная пешка · c4 белый слон · d4 чёрная пешка · e4 белая пешка · c3 белый конь · a2 белая пешка · b2 белая пешка · f2 белая пешка · g2 белая пешка · h2 белая пешка · a1 белая ладья · c1 белый слон · d1 белый ферзь · e1 белый король · g1 белый конь · h1 белая ладья | a8 чёрная ладья · b8 чёрный конь · c8 чёрный слон · d8 чёрный ферзь · e8 чёрный король · f8 чёрный слон · g8 чёрный конь · h8 чёрная ладья · a7 чёрная пешка · b7 чёрная пешка · f7 чёрная пешка · g7 чёрная пешка · h7 чёрная пешка · c6 чёрная пешка · c4 белый слон · d4 чёрная пешка · e4 белая пешка · c3 белый конь · a2 белая пешка · b2 белая пешка · f2 белая пешка · g2 белая пешка · h2 белая пешка · a1 белая ладья · c1 белый слон · d1 белый ферзь · e1 белый король · g1 белый конь · h1 белая ладья | 4 |
| 3 | a8 чёрная ладья · b8 чёрный конь · c8 чёрный слон · d8 чёрный ферзь · e8 чёрный король · f8 чёрный слон · g8 чёрный конь · h8 чёрная ладья · a7 чёрная пешка · b7 чёрная пешка · f7 чёрная пешка · g7 чёрная пешка · h7 чёрная пешка · c6 чёрная пешка · c4 белый слон · d4 чёрная пешка · e4 белая пешка · c3 белый конь · a2 белая пешка · b2 белая пешка · f2 белая пешка · g2 белая пешка · h2 белая пешка · a1 белая ладья · c1 белый слон · d1 белый ферзь · e1 белый король · g1 белый конь · h1 белая ладья | a8 чёрная ладья · b8 чёрный конь · c8 чёрный слон · d8 чёрный ферзь · e8 чёрный король · f8 чёрный слон · g8 чёрный конь · h8 чёрная ладья · a7 чёрная пешка · b7 чёрная пешка · f7 чёрная пешка · g7 чёрная пешка · h7 чёрная пешка · c6 чёрная пешка · c4 белый слон · d4 чёрная пешка · e4 белая пешка · c3 белый конь · a2 белая пешка · b2 белая пешка · f2 белая пешка · g2 белая пешка · h2 белая пешка · a1 белая ладья · c1 белый слон · d1 белый ферзь · e1 белый король · g1 белый конь · h1 белая ладья | a8 чёрная ладья · b8 чёрный конь · c8 чёрный слон · d8 чёрный ферзь · e8 чёрный король · f8 чёрный слон · g8 чёрный конь · h8 чёрная ладья · a7 чёрная пешка · b7 чёрная пешка · f7 чёрная пешка · g7 чёрная пешка · h7 чёрная пешка · c6 чёрная пешка · c4 белый слон · d4 чёрная пешка · e4 белая пешка · c3 белый конь · a2 белая пешка · b2 белая пешка · f2 белая пешка · g2 белая пешка · h2 белая пешка · a1 белая ладья · c1 белый слон · d1 белый ферзь · e1 белый король · g1 белый конь · h1 белая ладья | a8 чёрная ладья · b8 чёрный конь · c8 чёрный слон · d8 чёрный ферзь · e8 чёрный король · f8 чёрный слон · g8 чёрный конь · h8 чёрная ладья · a7 чёрная пешка · b7 чёрная пешка · f7 чёрная пешка · g7 чёрная пешка · h7 чёрная пешка · c6 чёрная пешка · c4 белый слон · d4 чёрная пешка · e4 белая пешка · c3 белый конь · a2 белая пешка · b2 белая пешка · f2 белая пешка · g2 белая пешка · h2 белая пешка · a1 белая ладья · c1 белый слон · d1 белый ферзь · e1 белый король · g1 белый конь · h1 белая ладья | a8 чёрная ладья · b8 чёрный конь · c8 чёрный слон · d8 чёрный ферзь · e8 чёрный король · f8 чёрный слон · g8 чёрный конь · h8 чёрная ладья · a7 чёрная пешка · b7 чёрная пешка · f7 чёрная пешка · g7 чёрная пешка · h7 чёрная пешка · c6 чёрная пешка · c4 белый слон · d4 чёрная пешка · e4 белая пешка · c3 белый конь · a2 белая пешка · b2 белая пешка · f2 белая пешка · g2 белая пешка · h2 белая пешка · a1 белая ладья · c1 белый слон · d1 белый ферзь · e1 белый король · g1 белый конь · h1 белая ладья | a8 чёрная ладья · b8 чёрный конь · c8 чёрный слон · d8 чёрный ферзь · e8 чёрный король · f8 чёрный слон · g8 чёрный конь · h8 чёрная ладья · a7 чёрная пешка · b7 чёрная пешка · f7 чёрная пешка · g7 чёрная пешка · h7 чёрная пешка · c6 чёрная пешка · c4 белый слон · d4 чёрная пешка · e4 белая пешка · c3 белый конь · a2 белая пешка · b2 белая пешка · f2 белая пешка · g2 белая пешка · h2 белая пешка · a1 белая ладья · c1 белый слон · d1 белый ферзь · e1 белый король · g1 белый конь · h1 белая ладья | a8 чёрная ладья · b8 чёрный конь · c8 чёрный слон · d8 чёрный ферзь · e8 чёрный король · f8 чёрный слон · g8 чёрный конь · h8 чёрная ладья · a7 чёрная пешка · b7 чёрная пешка · f7 чёрная пешка · g7 чёрная пешка · h7 чёрная пешка · c6 чёрная пешка · c4 белый слон · d4 чёрная пешка · e4 белая пешка · c3 белый конь · a2 белая пешка · b2 белая пешка · f2 белая пешка · g2 белая пешка · h2 белая пешка · a1 белая ладья · c1 белый слон · d1 белый ферзь · e1 белый король · g1 белый конь · h1 белая ладья | a8 чёрная ладья · b8 чёрный конь · c8 чёрный слон · d8 чёрный ферзь · e8 чёрный король · f8 чёрный слон · g8 чёрный конь · h8 чёрная ладья · a7 чёрная пешка · b7 чёрная пешка · f7 чёрная пешка · g7 чёрная пешка · h7 чёрная пешка · c6 чёрная пешка · c4 белый слон · d4 чёрная пешка · e4 белая пешка · c3 белый конь · a2 белая пешка · b2 белая пешка · f2 белая пешка · g2 белая пешка · h2 белая пешка · a1 белая ладья · c1 белый слон · d1 белый ферзь · e1 белый король · g1 белый конь · h1 белая ладья | 3 |
| 2 | a8 чёрная ладья · b8 чёрный конь · c8 чёрный слон · d8 чёрный ферзь · e8 чёрный король · f8 чёрный слон · g8 чёрный конь · h8 чёрная ладья · a7 чёрная пешка · b7 чёрная пешка · f7 чёрная пешка · g7 чёрная пешка · h7 чёрная пешка · c6 чёрная пешка · c4 белый слон · d4 чёрная пешка · e4 белая пешка · c3 белый конь · a2 белая пешка · b2 белая пешка · f2 белая пешка · g2 белая пешка · h2 белая пешка · a1 белая ладья · c1 белый слон · d1 белый ферзь · e1 белый король · g1 белый конь · h1 белая ладья | a8 чёрная ладья · b8 чёрный конь · c8 чёрный слон · d8 чёрный ферзь · e8 чёрный король · f8 чёрный слон · g8 чёрный конь · h8 чёрная ладья · a7 чёрная пешка · b7 чёрная пешка · f7 чёрная пешка · g7 чёрная пешка · h7 чёрная пешка · c6 чёрная пешка · c4 белый слон · d4 чёрная пешка · e4 белая пешка · c3 белый конь · a2 белая пешка · b2 белая пешка · f2 белая пешка · g2 белая пешка · h2 белая пешка · a1 белая ладья · c1 белый слон · d1 белый ферзь · e1 белый король · g1 белый конь · h1 белая ладья | a8 чёрная ладья · b8 чёрный конь · c8 чёрный слон · d8 чёрный ферзь · e8 чёрный король · f8 чёрный слон · g8 чёрный конь · h8 чёрная ладья · a7 чёрная пешка · b7 чёрная пешка · f7 чёрная пешка · g7 чёрная пешка · h7 чёрная пешка · c6 чёрная пешка · c4 белый слон · d4 чёрная пешка · e4 белая пешка · c3 белый конь · a2 белая пешка · b2 белая пешка · f2 белая пешка · g2 белая пешка · h2 белая пешка · a1 белая ладья · c1 белый слон · d1 белый ферзь · e1 белый король · g1 белый конь · h1 белая ладья | a8 чёрная ладья · b8 чёрный конь · c8 чёрный слон · d8 чёрный ферзь · e8 чёрный король · f8 чёрный слон · g8 чёрный конь · h8 чёрная ладья · a7 чёрная пешка · b7 чёрная пешка · f7 чёрная пешка · g7 чёрная пешка · h7 чёрная пешка · c6 чёрная пешка · c4 белый слон · d4 чёрная пешка · e4 белая пешка · c3 белый конь · a2 белая пешка · b2 белая пешка · f2 белая пешка · g2 белая пешка · h2 белая пешка · a1 белая ладья · c1 белый слон · d1 белый ферзь · e1 белый король · g1 белый конь · h1 белая ладья | a8 чёрная ладья · b8 чёрный конь · c8 чёрный слон · d8 чёрный ферзь · e8 чёрный король · f8 чёрный слон · g8 чёрный конь · h8 чёрная ладья · a7 чёрная пешка · b7 чёрная пешка · f7 чёрная пешка · g7 чёрная пешка · h7 чёрная пешка · c6 чёрная пешка · c4 белый слон · d4 чёрная пешка · e4 белая пешка · c3 белый конь · a2 белая пешка · b2 белая пешка · f2 белая пешка · g2 белая пешка · h2 белая пешка · a1 белая ладья · c1 белый слон · d1 белый ферзь · e1 белый король · g1 белый конь · h1 белая ладья | a8 чёрная ладья · b8 чёрный конь · c8 чёрный слон · d8 чёрный ферзь · e8 чёрный король · f8 чёрный слон · g8 чёрный конь · h8 чёрная ладья · a7 чёрная пешка · b7 чёрная пешка · f7 чёрная пешка · g7 чёрная пешка · h7 чёрная пешка · c6 чёрная пешка · c4 белый слон · d4 чёрная пешка · e4 белая пешка · c3 белый конь · a2 белая пешка · b2 белая пешка · f2 белая пешка · g2 белая пешка · h2 белая пешка · a1 белая ладья · c1 белый слон · d1 белый ферзь · e1 белый король · g1 белый конь · h1 белая ладья | a8 чёрная ладья · b8 чёрный конь · c8 чёрный слон · d8 чёрный ферзь · e8 чёрный король · f8 чёрный слон · g8 чёрный конь · h8 чёрная ладья · a7 чёрная пешка · b7 чёрная пешка · f7 чёрная пешка · g7 чёрная пешка · h7 чёрная пешка · c6 чёрная пешка · c4 белый слон · d4 чёрная пешка · e4 белая пешка · c3 белый конь · a2 белая пешка · b2 белая пешка · f2 белая пешка · g2 белая пешка · h2 белая пешка · a1 белая ладья · c1 белый слон · d1 белый ферзь · e1 белый король · g1 белый конь · h1 белая ладья | a8 чёрная ладья · b8 чёрный конь · c8 чёрный слон · d8 чёрный ферзь · e8 чёрный король · f8 чёрный слон · g8 чёрный конь · h8 чёрная ладья · a7 чёрная пешка · b7 чёрная пешка · f7 чёрная пешка · g7 чёрная пешка · h7 чёрная пешка · c6 чёрная пешка · c4 белый слон · d4 чёрная пешка · e4 белая пешка · c3 белый конь · a2 белая пешка · b2 белая пешка · f2 белая пешка · g2 белая пешка · h2 белая пешка · a1 белая ладья · c1 белый слон · d1 белый ферзь · e1 белый король · g1 белый конь · h1 белая ладья | 2 |
| 1 | a8 чёрная ладья · b8 чёрный конь · c8 чёрный слон · d8 чёрный ферзь · e8 чёрный король · f8 чёрный слон · g8 чёрный конь · h8 чёрная ладья · a7 чёрная пешка · b7 чёрная пешка · f7 чёрная пешка · g7 чёрная пешка · h7 чёрная пешка · c6 чёрная пешка · c4 белый слон · d4 чёрная пешка · e4 белая пешка · c3 белый конь · a2 белая пешка · b2 белая пешка · f2 белая пешка · g2 белая пешка · h2 белая пешка · a1 белая ладья · c1 белый слон · d1 белый ферзь · e1 белый король · g1 белый конь · h1 белая ладья | a8 чёрная ладья · b8 чёрный конь · c8 чёрный слон · d8 чёрный ферзь · e8 чёрный король · f8 чёрный слон · g8 чёрный конь · h8 чёрная ладья · a7 чёрная пешка · b7 чёрная пешка · f7 чёрная пешка · g7 чёрная пешка · h7 чёрная пешка · c6 чёрная пешка · c4 белый слон · d4 чёрная пешка · e4 белая пешка · c3 белый конь · a2 белая пешка · b2 белая пешка · f2 белая пешка · g2 белая пешка · h2 белая пешка · a1 белая ладья · c1 белый слон · d1 белый ферзь · e1 белый король · g1 белый конь · h1 белая ладья | a8 чёрная ладья · b8 чёрный конь · c8 чёрный слон · d8 чёрный ферзь · e8 чёрный король · f8 чёрный слон · g8 чёрный конь · h8 чёрная ладья · a7 чёрная пешка · b7 чёрная пешка · f7 чёрная пешка · g7 чёрная пешка · h7 чёрная пешка · c6 чёрная пешка · c4 белый слон · d4 чёрная пешка · e4 белая пешка · c3 белый конь · a2 белая пешка · b2 белая пешка · f2 белая пешка · g2 белая пешка · h2 белая пешка · a1 белая ладья · c1 белый слон · d1 белый ферзь · e1 белый король · g1 белый конь · h1 белая ладья | a8 чёрная ладья · b8 чёрный конь · c8 чёрный слон · d8 чёрный ферзь · e8 чёрный король · f8 чёрный слон · g8 чёрный конь · h8 чёрная ладья · a7 чёрная пешка · b7 чёрная пешка · f7 чёрная пешка · g7 чёрная пешка · h7 чёрная пешка · c6 чёрная пешка · c4 белый слон · d4 чёрная пешка · e4 белая пешка · c3 белый конь · a2 белая пешка · b2 белая пешка · f2 белая пешка · g2 белая пешка · h2 белая пешка · a1 белая ладья · c1 белый слон · d1 белый ферзь · e1 белый король · g1 белый конь · h1 белая ладья | a8 чёрная ладья · b8 чёрный конь · c8 чёрный слон · d8 чёрный ферзь · e8 чёрный король · f8 чёрный слон · g8 чёрный конь · h8 чёрная ладья · a7 чёрная пешка · b7 чёрная пешка · f7 чёрная пешка · g7 чёрная пешка · h7 чёрная пешка · c6 чёрная пешка · c4 белый слон · d4 чёрная пешка · e4 белая пешка · c3 белый конь · a2 белая пешка · b2 белая пешка · f2 белая пешка · g2 белая пешка · h2 белая пешка · a1 белая ладья · c1 белый слон · d1 белый ферзь · e1 белый король · g1 белый конь · h1 белая ладья | a8 чёрная ладья · b8 чёрный конь · c8 чёрный слон · d8 чёрный ферзь · e8 чёрный король · f8 чёрный слон · g8 чёрный конь · h8 чёрная ладья · a7 чёрная пешка · b7 чёрная пешка · f7 чёрная пешка · g7 чёрная пешка · h7 чёрная пешка · c6 чёрная пешка · c4 белый слон · d4 чёрная пешка · e4 белая пешка · c3 белый конь · a2 белая пешка · b2 белая пешка · f2 белая пешка · g2 белая пешка · h2 белая пешка · a1 белая ладья · c1 белый слон · d1 белый ферзь · e1 белый король · g1 белый конь · h1 белая ладья | a8 чёрная ладья · b8 чёрный конь · c8 чёрный слон · d8 чёрный ферзь · e8 чёрный король · f8 чёрный слон · g8 чёрный конь · h8 чёрная ладья · a7 чёрная пешка · b7 чёрная пешка · f7 чёрная пешка · g7 чёрная пешка · h7 чёрная пешка · c6 чёрная пешка · c4 белый слон · d4 чёрная пешка · e4 белая пешка · c3 белый конь · a2 белая пешка · b2 белая пешка · f2 белая пешка · g2 белая пешка · h2 белая пешка · a1 белая ладья · c1 белый слон · d1 белый ферзь · e1 белый король · g1 белый конь · h1 белая ладья | a8 чёрная ладья · b8 чёрный конь · c8 чёрный слон · d8 чёрный ферзь · e8 чёрный король · f8 чёрный слон · g8 чёрный конь · h8 чёрная ладья · a7 чёрная пешка · b7 чёрная пешка · f7 чёрная пешка · g7 чёрная пешка · h7 чёрная пешка · c6 чёрная пешка · c4 белый слон · d4 чёрная пешка · e4 белая пешка · c3 белый конь · a2 белая пешка · b2 белая пешка · f2 белая пешка · g2 белая пешка · h2 белая пешка · a1 белая ладья · c1 белый слон · d1 белый ферзь · e1 белый король · g1 белый конь · h1 белая ладья | 1 |
|   | a | b | c | d | e | f | g | h |   |

1. d4 d5 2. c4 c6 3. Кc3 dc 4. e4 e5 5. С:c4 ed (см. диаграмму)
6. Кf3!? b5? (последующие анализы установили, что можно было брать коня — 6 …dc) 7. К:b5 Сa6 8. Фb3 Фe7 9. O-O С:b5 10. С:b5 Кf6 11. Сc4 Кbd7 12. К:d4 Лb8 13. Фc2 Фc5 14. Кf5 Кe5 15. Сf4 Кh5 16. С:f7+ Кр: f7 17. Ф:c5 С:c5 18. С:e5 Лb5 19. Сd6 Сb6 20. b4 Лd8 21. Лad1 c5 22. bc С:c5 23. Лd5, 1 : 0